# Nachricht von den neuesten Schicksalen des Hundes Berganza

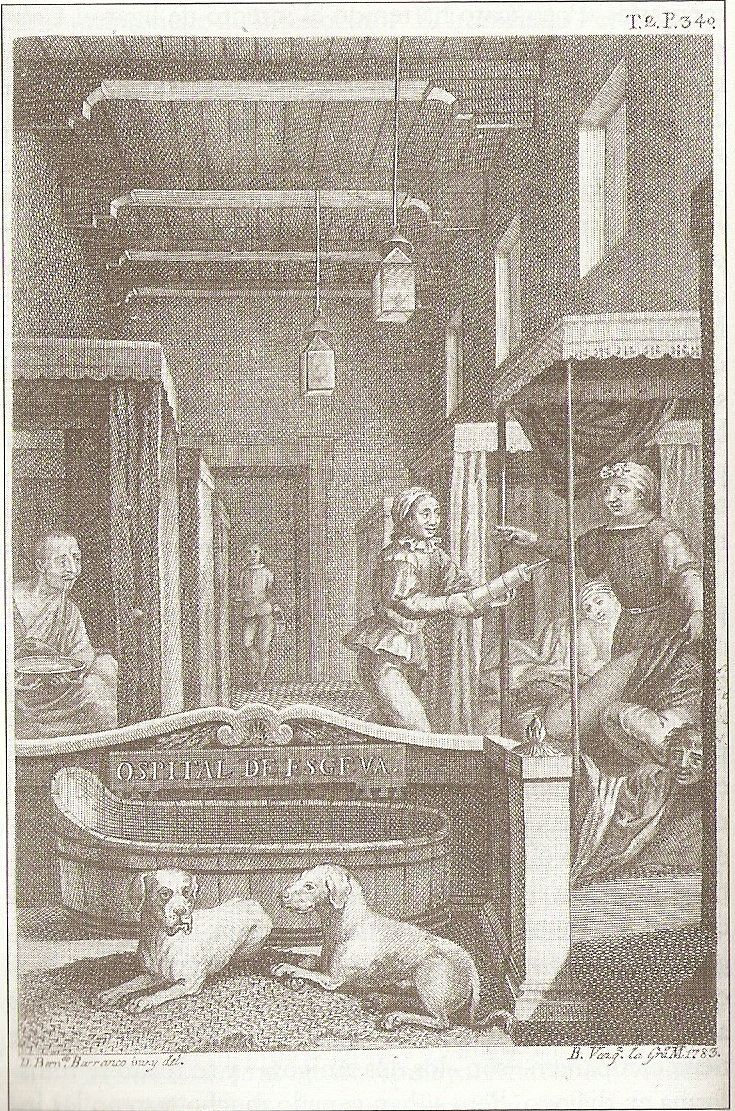
E. T. A. Hoffmanns Vorlage: Cervantes’ Gespräch zweier Hunde

Nachricht von den neuesten Schicksalen des Hundes Berganza ist ein satirisches Kunstgespräch über Prosa, Poesie und Bühnenpraxis von E. T. A. Hoffmann, dessen Niederschrift am 17. Februar 1813 begonnen wurde und das im Mai 1814 im Band 2 der Fantasiestücke in Callot’s Manier erschien.
In der Tradition von Diderots philosophischem Gespräch „Rameaus Neffe“ findet E. T. A. Hoffmann die lockere Dialogform für den Vortrag seiner streckenweise theoretischen Kunstansichten aus der Bamberger Zeit. Safranski spricht von einem „durch den hündischen Blick verfremdeten menschlichen Sittenpanorama“.

## Hintergrund
E. T. A. Hoffmann hat das nächtliche „Zwiegespräch der beiden Hunde“ Berganza und Szipio aus der „Trügerischen Heirat“ von Cervantes fortgeschrieben. Der spanische schwarze Bullenbeißer Berganza ist aus dem Valladolider Hospital zur Auferstehung bis nach Deutschland entwichen und ebenda zum Theaterhund aufgestiegen.
In dem Kunstgespräch zwischen dem deutschen Ich-Erzähler und dem spanischen Hunde ist die Handlung eigentlich ziemlich nebensächlich. Trotzdem unterscheidet Stockinger eine Handlungssequenz aus drei Teilen. Erstens steht die wiederholt vorgebrachte Frage des neugierigen Ich-Erzählers: Woher kommt der vernünftige Hund? Zweitens geht es um den Aufenthalt des Hundes bei seiner Freundin, der zarten Braut Cäzilia und deren Mutter, der Madame. Letztere ist eine gebildete Dame. Und der dritte Teil ist dann weniger Handlung, sondern mehr Bambergische Dramaturgie.

## Handlung
Berganza ist ein sehr alter poetischer Hund mit geistreichen Augen. Vor über zweihundert Jahren schon lauschte er im heimatlichen Spanien – aber auch in Italien – mancher Kirchenmusik. Berganzas Ansichten lassen aufhorchen: „Ein einziger Blick“ des „himmlischen Auges eines stillen Mädchens am Ofen ist mehr wert als der ganze Göthe, neueste Ausgabe.“ Seine musikalische Ausbildung rundete das alte Tier bei Kapellmeister Johannes Kreisler in der benachbarten Residenz ab. Auf seinen ehemaligen Herrn lässt Berganza nichts kommen. Der Hund zitiert den Kapellmeister: „Haben sie mich doch schon deshalb für toll gehalten, weil ich dir vorspielte und mit dir allerlei Vernünftiges sprach!“ Darauf war Kreisler in die Irrenanstalt gebracht worden. Indes sei er daraus entsprungen. Unerschrocken setzt der Ich-Erzähler das anscheinend nicht ganz ungefährliche Gespräch mit dem Hunde fort. Der Mensch will unbedingt wissen, was das Tier nach Deutschland trieb. Doch der „scharmante Hund“ erweist sich als Meister der Abweichung vom Thema. Viel lieber erzählt er, wie er zum Leibhunde Cäziliens „kreiert“ wurde. Über die Mutter Cäziliens erzählt Berganza: „Meine Dame hatte die eigne Manier, alle Künste selbst treiben zu wollen. Sie spielte, wie schon gesagt, ja sie komponierte sogar, sie malte, sie stickte, sie formte in Gips und Ton, sie dichtete, sie deklamierte, und dann musste der Zirkel ihre abscheulichen Kantaten anhören und ihre gemalten, gestickten, geformten Zerrbilder anstaunen.“ Der Hund hatte Zugang zu dem Salon gehabt und wenn er einmal von der Madame aus der „mimischen Akademie“ vertrieben worden war, dann hatte ihn die tierliebe Cäzilie mit auf ihr Zimmer genommen.
Die Vermögensumstände der Madame sind zerrüttet. Als seine kindlich reine Cäzilie des Geldes wegen mit dem verworfenen Monsieur George verehelicht wird, schleicht sich Berganza in der Hochzeitsnacht ins eheliche Schlafgemach. Als George die zarte Braut während des Vollzugs der Ehe mit plumpen Liebkosungen misshandelt, schnappt Berganza zunächst nach der Wade des Lüstlings und beißt darauf herzhafter zu. Dem „tollen Hund“ gelingt die Flucht. Er geht zur Bühne. Berganza resümiert sein jetziges Dasein:  „Ich bin jetzt, so wie unsere Theaterhelden, ganz zahm, in gewisser Art konversationsmäßig geworden.“ So wird die Konversation fortgeführt. Berganza schwärmt von Cäziliens entzückender gesanglichen Potenz. Das war einmal. Der Ich-Erzähler möchte den Dialog auf das Theater lenken. Natürlich kann Berganza auch zu dem Thema Musiktheater beitragen. Der spanische Hund meint: „Ihr Deutsche kommt mir vor wie jener Mathematiker, der, nachdem er Glucks Iphigenia in Tauris gehört hatte, den entzückten Nachbar sanft auf die Achsel klopfte und lächelnd fragte: Aber was ist dadurch nun bewiesen?“ In dem Stil wird der Dialog seitenlang fortgeführt. Mindestens zweimal freut sich Berganza seiner göttlichen Gabe – der menschlichen Rede. Auf einmal ist der Dialog abrupt zu Ende. Berganza bellt wie ein gewöhnlicher Hund nur noch: „Trau – Hau – Hau – Hau – Hau – Hau –“

## Zitat
Berganza meint: „Es gibt keinen höheren Zweck der Kunst, als, in dem Menschen diejenige Lust zu entzünden, welche sein ganzes Wesen von aller irdischen Qual, von allem niederbeugenden Druck des Alltagslebens wie von unsaubern Schlacken befreit und ihn so erhebt, daß er sein Haupt stolz und froh emporrichtend das Göttliche schaut, ja mit ihm in Berührung kommt.“

## Rezeption
- Rochlitz[13] habe dieses Werk nicht so sehr gefallen. Doch nach dem Erscheinen sei der Text überwiegend gelobt worden. Zwar staunt Wetzel: Berganza spreche über Kunstdinge in einer Manier, „die einem Professor der Aesthetik auf der ersten Universität Europas Ehre machen würde“. Doch er relativiert, „fast persönlicher Grimm“ über Zustände, die deutsche Geisteskultur betreffend, gehöre nicht in einen Prosatext.[14] Woltmann stolpert über Stellen „pöbelhafter Roheit“.[15] Im „Hermes oder kritisches Jahrbuch der Literatur“ entsetzt man sich 1823 über den „widerlichen und unausstehlichen“ Part der Hochzeitsnacht zu dritt mit dem Hunde.[16] Später dann favorisiert Alexis den „Berganza“ zusammen mit dem „Goldenen Topf“.[17]
- Im Vordergrund des humorig-ironischen Dialogs stehe die Dichtkunst.[18]
- Steinecke[19] beleuchtet den bemerkenswerten autobiographischen Hintergrund. Stockinger[20] streift vermutete autobiographische Züge. Danach könnte vielleicht der sehr alte Berganza als E. T. A. Hoffmann und Cäzilie als E. T. A. Hoffmanns zwei Jahrzehnte jüngere Bamberger Gesangsschülerin Julia Mark gedacht werden. Ganz anders Kremer. Er erkennt in dem Ich-Erzähler den Autor E. T. A. Hoffmann.[21]
- Steinecke[22] gibt Hinweise zu Verborgenem. Mit der bekannten mimischen Künstlerin sei Henriette Hendel-Schütz gemeint.[23] Der Professor der Philosophie soll Georg Michael Klein aus Bamberg sein[24][25] und der nebenher genannte Alte sei Stephan von Stengel. George, der draufgängerische Bräutigam Cäzilias, erinnere an den Kaufmann Johann Gerhard Graepel (1780–1826).[26] Auf Zacharias Werner wird zweimal angespielt.[27] Als es um einen Schauspieler geht, verweist C. F. Kunz (Verleger E. T. A. Hoffmanns) auf Karl Friedrich Leo (vor 1780–1824).[28] Mit dem großen Dichter sei Schiller, mit dem „gewissen Dichter“ Iffland, mit dem herrlichen Dichter Tieck und mit dem „Dichter der neuesten Zeit“ Fouqué gemeint.[29]
- Kaiser[30] nennt Arbeiten von Werner Brüggemann (1958), Ross Chambers (1971), Lutz Hermann Görgens (1985) und Siegbert Salomon Prawer[31] (Göttingen 1977). Nach Prawer ist Berganza ein Dichter der Romantik.[32] Steinecke zitiert noch eine Arbeit von Bruno Müller (1984).[33]

## Ausgaben

### Erstausgabe
- Nachricht von den neuesten Schicksalen des Hundes Berganza. S. 1–219 in: E. T. A. Hoffmann: Fantasiestücke in Callot’s Manier. Blätter aus dem Tagebuche eines reisenden Enthusiasten. Mit einer Vorrede von Jean Paul. Zweyter Band. 360 Seiten. Neues Leseinstitut von C. F. Kunz, Bamberg 1814[34]

### Verwendete Ausgabe
- E. T. A. Hoffmann: Nachricht von den neuesten Schicksalen des Hundes Berganza. S. 101–177 in: Hartmut Steinecke (Hrsg.): E. T. A. Hoffmann: Fantasiestücke in Callot’s Manier. Werke 1814. Deutscher Klassiker Verlag im Taschenbuch. Band 14. Frankfurt am Main 2006, ISBN 3-618-68014-7 (entspricht: Band  2/1 in: Hartmut Steinecke (Hrsg.): E. T. A. Hoffmann: Sämtliche Werke in sieben Bänden. Frankfurt am Main 1993).

### Als digitale Reproduktion
- E.T.A. Hoffmann: Poetische Werke in sechs Bänden. Band 1. Berlin 1963, S. 147–226; Digitalisat. zeno.org.